# Johan David Åkerblad
Johan David Åkerblad, född 6 maj 1763 i Stockholm, död 7 februari 1819 i Rom, var en svensk diplomat, tecknare, paleograf och orientalist.

## Biografi
Han var son till Johan Åkerblad och Anna Magdalena Lenngren. Parallellt med sin tjänst som diplomat i Konstantinopel gjorde sig Åkerblad känd som en framstående egyptolog med tolkningar av den demotiska skriften som främsta insats. Som tecknare utförde han ett flertal illustrationer. Åkerblad är representerad vid Vatikanstatens bibliotek i Rom.

### Studieår
Åkerblad skrevs hösten 1778 in som student vid Uppsala universitet där han främst studerade klassiska och orientaliska språk. År 1782 disputerade han under historieprofessor Eric Michael Fants ledning med avhandlingen De primis sub rege Gustavo I extra Septentrionem initis fæderibus.

### Diplomatkarriär
Sedan han 1783 blivit anställd i Kungliga kansliet, sändes han på grund av sina språkkunskaper till Konstantinopel. Efter uppdraget reste han 1784–1789 i Mindre Asien, Syrien, Palestina, Egypten och Nordafrika. Hans under dessa resor gjorda anteckningar finns ännu till en del förvarade i Vatikanens arkiv i Rom. Efter sin återkomst till Sverige 1789 utnämndes han till protokollsekreterare i utrikesexpeditionen och översättare från turkiska. År 1791 skickades han till Osmanska riket, varifrån han åter företog forskningsresor och bland annat under en färd till Troja gjorde iakttagelser rörande den homeriska topografin. I Konstantinopel, där han arbetade som biträde åt svenske ministerresidenten d'Ohsson, befordrades han slutligen till legationssekreterare.

### Forskning

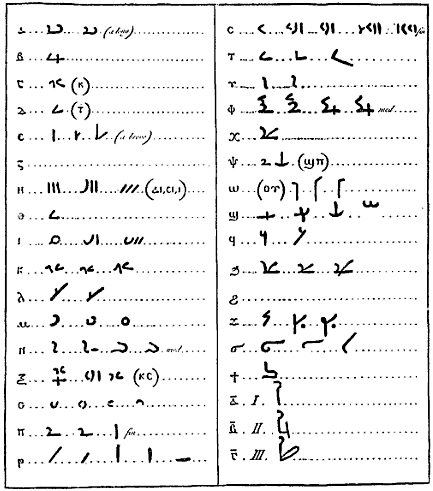
Tolkning av koptiska alfabetet.

I början av 1800-talet forskade han i Göttingen, där han valdes till ledamot av vetenskapsakademien. Åkerblad skickades 1802 som legationssekreterare till Paris, men förflyttades redan samma år därifrån, som chargé d'affaires till Haag, för att inom kort åter placeras i Paris. Inte långt senare lämnade han tjänsten som diplomat och bosatte sig under flera år i Rom, där han genom bidrag från främst engelska mecenater kunde fortsätta sin språkforskning, särskilt avseende Egyptens fornspråk och dettas dotterspråk, koptiskan. Han samlade material till ett koptiskt lexikon, material som idag finns förvarat bland de Åkerbladska papperen i Kungliga biblioteket i Stockholm. Åkerblad avled i Rom. Han är även begravd i Rom.

### Rosettastenen
Åkerblad var den förste, som lyckades framlägga något mer betydande framsteg i tolkningen av Rosettastenen, som upptäcktes 1798 under Napoleon I:s militära expedition till Egypten. Åkerblad fick 1802 en kopia av texterna av sin lärare, orientalisten Silvestre de Sacy i Paris. Denne hade försökt tolka texterna, men lyckades bara delvis och ungefärligt lokalisera de grupper av tecken som formade namnen Ptolemaios och Alexander. Åkerblad koncentrerade sig på den andra, bättre bevarade av de två egyptiska texterna, den så kallade demotiska. Efter två månader hade han lyckats identifiera alla de egennamn i den demotiska texten som också fanns i den grekiska texten och visade att de var skrivna med fonetiska alfabetiska symboler – tecken som representerar ett enskilt ljud likt bokstäverna i alfabetet. Namn som Ptolemaios, Kleopatra, Alexander, Berenike, Arsinoë och Alexandria kunde nu läsas på demotiska. När Åkerblad tillämpade sina kunskaper i det koptiska språket på demotiskan identifierade han andra ord såsom tempel, egyptisk och grekisk. Han demonstrerade att vissa ord var tämligen lika på koptiska och demotiska och han gjorde upp ett alfabet om tjugonio demotiska skrifttecken, varav hälften slutligen visade sig vara korrekta.